# Paola Morales Retamales
Paola Morales Retamales (Concepción, Chile,  18 de noviembre de 1966), casada con tres hijos, es una científica chilena especializada en el campo de la neurociencia y la farmacología. Es profesora titular de la Facultad de Medicina de la Universidad de Chile, donde integra el Instituto de Ciencias Biomédicas (ICBM), el Departamento de Neurociencias y  Centro Especializado para la prevención del consumo de Sustancias y el tratamiento de las Adicciones (CESA). Sus líneas de investigación abarcan la plasticidad neuronal y mecanismos de reparación neuronal frente a alteraciones neuroinflamatorias inducidas en el periodo neonatal (hipoxia-reoxigenación) y/o adulto (Adicciones, envejecimiento, enfermedades degenerativas). Ha contribuido al desarrollo de estrategias neuroprotectoras que van desde el uso de células madre mesenquimáticas y sus secretomas hasta fármacos antioxidantes y antiinflamatorios para tratar daños cerebrales y trastornos por consumo de sustancias.

## Reseña biográfica
Nacida en Concepción, Paola Morales Retamales cursó su educación escolar en los colegios Inmaculada Concepción (Concepción) y Nuestra Señora del Carmen (Santiago). Estudió en la Universidad de Chile, donde obtuvo la Licenciatura en Ciencias con mención en Biología (1994) y un Magíster en Ciencias Biológicas con mención en Neurobiología y Ciencias de la Conducta (1995). En 2005 recibió el grado de Doctora en Ciencias Biomédicas con especialización en neurociencias. En 2007 realizó una estadía postdoctoral en neurofarmacología en la University of Prince Edward Island (Canadá), bajo la supervisión del Dr. R. Andrew Tasker.

## Contribuciones científicas
Tras completar sus estudios, Paola Morales inició su carrera académica en la Universidad de Chile como profesora instructora (1997–2004), primero en Morfología y luego en Farmacología Molecular y Clínica. Fue promovida a profesora asistente en 2005, asociada en 2009 y titular en 2022. En esta última etapa, consolidó sus líneas de investigación sobre neurogénesis postnatal, daño cerebral por asfixia perinatal y terapias celulares. Desde 2023, también es profesora titular en el CESA.
Entre 2007 y 2015, realizó estadías en centros internacionales de excelencia como la University of Prince Edward Island (Canadá), el Central Institute of Mental Health (Alemania), el DZNE de Göttingen y el Karolinska Institutet (Suecia), donde profundizó en neuroquímica, epigenética e inmunohistoquímica. Ha consolidado colaboraciones científicas con redes de investigación en Suecia, Alemania, Italia, España y Argentina, y ha sido profesora visitante en diversas universidades.
Ha liderado programas académicos, dirigido más de 30 tesis y coordinado infraestructura experimental única como el Bioterio de ratas UChB. Su compromiso con la formación y mentoría ha impulsado nuevas generaciones de investigadores en neurociencia. Ha participado activamente en comisiones de Evaluación académica, calificación académica, y ha sido mentora en programas de ingreso inclusivo como PACE y SIPEE.
Su contribución a la docencia se refleja en la creación y coordinación de cursos para programas de pregrado, postgrado y postítulo, así como en la dirección de tesis de estudiantes de medicina, magíster y doctorado, tanto en la Universidad de Chile como en otras instituciones del país. Ha contribuido también a la formación de ayudantes e investigadores jóvenes, varios de los cuales se han incorporado a la academia y centros clínicos del país.
Su liderazgo científico se ha traducido en la obtención sostenida de financiamiento nacional e internacional, así como en una destacada productividad con más de 80 publicaciones ISI y más de 2300 citas, lo que la posiciona como una referente de la neurociencia biomédica. Participa como evaluadora en concursos de proyectos FONDECYT y en revistas internacionales de alto impacto. Por todo ello, se le reconoce como una científica que ha contribuido al avance del conocimiento, la formación de capital humano avanzado y el fortalecimiento institucional desde la investigación traslacional de alto impacto.

## Publicaciones
Ha participado activamente en más de 20 proyectos de investigación nacionales e internacionales, centrados en neuroprotección, adicciones y terapias con células madre. Entre los más recientes y relevantes destacan:
- FONDECYT 1190562 (2019–2022): Estudió el efecto neuroprotector del secretoma de células madre en modelos de asfixia perinatal.
- FONDECYT 1200287 (2020–2024): Investigó la eficacia del secretoma intranasal en el tratamiento de la adicción a opioides.
- ACT210012 (2021–2024): Anillo de investigación sobre nuevas alternativas terapéuticas para trastornos por consumo de alcohol.

Patentes
- Solicitud Nº 201700237 (2017): Composición intranasal basada en secretoma de MSC para reducir consumo de drogas.
- PCT/CL2018/050063 (2018): Composición farmacéutica para prevenir recaídas en adicciones.

## Premios y reconocimientos
- Asignación de Productividad Académica (CAP), ICBM, Universidad de Chile, desde 2008 a la fecha.
- Premio al mejor trabajo científico en el Congreso ESBRA 2017, Creta, Grecia, por su investigación sobre el efecto de esferoides derivados de células madre mesenquimáticas en la reducción del consumo de alcohol.
- Becas y ayudas de viaje otorgadas por instituciones como CONICYT, Fundación Puelma, VID y sociedades científicas internacionales (IBRO, Neurotoxicity Society), para asistir a congresos en Europa, Norteamérica y América Latina.
- Beca de Desarrollo de Tesis de Postgrado (DTI-PG), Vicerrectoría Académica, Universidad de Chile.
- Invitada a dictar conferencias magistrales en congresos internacionales, como el XLIII Congreso SOFARCHI (2022), el IX Neurotoxicity Society Meeting (2022) y en instituciones como el Karolinska Institutet (Suecia), Central Institute of Mental Health (Alemania) y Universidad de Göttingen.
- Reconocimiento por el programa "1000 científicos, 1000 aulas" de Explora-CONICYT por su participación sostenida en actividades de divulgación en colegios.
- Distinción "Mujer Científica Joven" otorgada por la Sociedad Chilena de Fisiología en 1996.
- Ha sido invitada de forma recurrente a conferencias y seminarios en Chile y el extranjero. Ha presentado los avances de sus investigaciones sobre neurogénesis, adicciones, asfixia perinatal y terapias con secretomas en escenarios científicos y educativos. Entre las más relevantes destacan:
- Neurotoxicity Meeting 2022, Punta Arenas: ponencia sobre efectos neuroprotectores del secretoma en hipoxia neonatal.
- Karolinska Institutet (2014 y 2015): conferencias sobre neurogénesis postnatal y dopamina.
- Central Institute of Mental Health, Mannheim, y European Neuroscience Institute, Göttingen (2011): impacto de la asfixia perinatal en neurogénesis.
- Universidad de Chile: ponencias en el Programa de Farmacología Molecular, Departamento de Neurociencias e ICBM.
- Hospital Clínico UC y Facultad de Medicina Campus Oriente: presentaciones sobre células madre como estrategia terapéutica.
- Más de 20 charlas de divulgación en el marco del programa “1000 científicos, 1000 aulas”, enfocadas en aprendizaje cerebral, drogas y neurogénesis, dirigidas a estudiantes secundarios entre 2013 y 2019.